# Solsbury Hill
Solsbury Hill ist ein Lied von Peter Gabriel, das er schrieb, nachdem er die Band Genesis verlassen hatte. Es war seine Debüt-Single als Solokünstler und erschien im März 1977.

## Entstehung und Veröffentlichung
Das Lied wurde am 25. Februar 1977 auf seinem ersten Solo-Studioalbum Peter Gabriel (Car) veröffentlicht; es wurde von Bob Ezrin produziert.
Der Song wurde oft auf Konzerten gespielt. wurde mehrfach veröffentlicht, so auf Kompilationen wie Shaking the Tree: Sixteen Golden Greats von 1990 auf Play: The Videos von 2004 oder Konzertfilmen, wie Back to Front: Live in London von 2014.

## Inhalt und Bedeutung

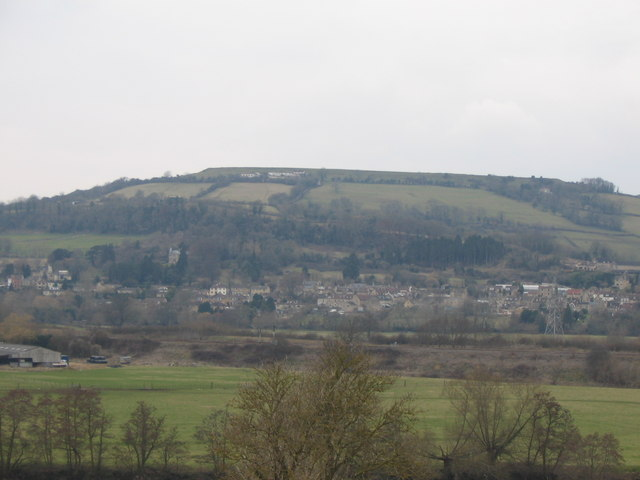
Der Solsbury Hill von Bathford aus gesehen

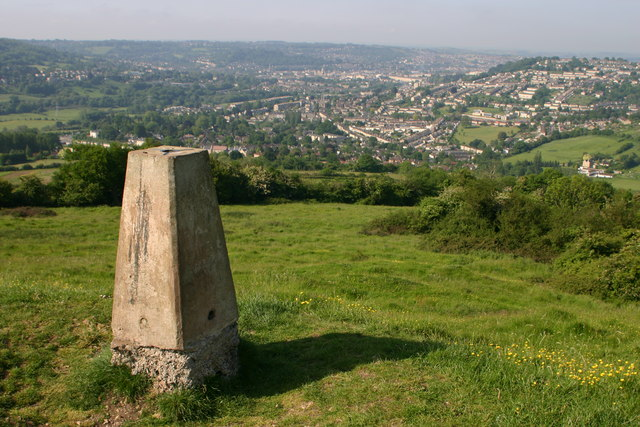
Blick vom Solsbury Hill über den dortigen Triangulations-Messpunkt auf die Stadt Bath

Der Solsbury Hill ist ein Hügel bei Bath, 191 m über dem Fluss Avon, wo Gabriel wohnte.
Das Lied handelt vom Aufstieg des Ich-Erzählers auf den Hügel. Der Ich-Erzähler bekommt bei der Besteigung die Einsicht, er muss loslassen, um Neues erreichen zu können. Nachdem Gabriel sich von der Band Genesis getrennt hatte, musste er einen neuen Weg einschlagen.
Die ersten Verse sind bildhaft; der Erzähler erklimmt den Hügel und blickt über die Stadt Bath. Dort erlebt er eine Einsicht: „Ich musste zuhören, ich hatte keine Wahl“ („I had to listen, had no choice“) und „Ich musste nur der Fantasie vertrauen“ („Just had to trust imagination“).
In der zweiten Strophe gibt es Anspielungen auf seinen Austritt aus der Band Genesis: „Offene Türen würden bald geschlossen werden / So ging ich von Tag zu Tag / Obwohl mein Leben in einem Trott war / Bis ich darüber nachdachte, was ich sagen würde / Welche Verbindung ich kappen sollte“ („Open doors would soon be shut / So I went from day to day / Though my life was in a rut / ‘Til I thought of what I’d say / Which connection I should cut“).
In der letzten Strophe hinterfragt er, ob er die richtige Entscheidung getroffen hat: „Heute brauche ich keinen Ersatz / Ich werde ihnen sagen, was das Lächeln in meinem Gesicht bedeutet / Mein Herz macht bumm bumm bumm / ‚Hey‘, sagte ich / ‚Ihr könnt meine Sachen behalten, sie sind gekommen, um mich nach Hause zu bringen‘“ („Today I don’t need a replacement / I’ll tell them what the smile on my face meant / My heart going boom boom boom / ‚Hey‘, I said / ‚You can keep my things, they’ve come to take me home‘“).
Peter Gabriel sagte über sein Lied:

„It's about being prepared to lose what you have for what you might get … It's about letting go.“

„Es geht um die Bereitschaft zu verlieren, was du hast und was du dafür bekommen könntest. … Es geht darum, loszulassen.“

## Musik
Das Lied ist im seltenen 7⁄4-Takt, nur am Ende jeder Strophe gibt es einen Wechsel zu zwei 4⁄4-Takten.

## Andere Aufnahmen

### Liveversion
Für das Livealbum Plays Live von 1983 wurden Aufnahmen von Konzerten verwendet, die im Herbst 1982 in den USA im Mittleren Westen stattfanden. Auf diesem wurde der Song am 8. Juni 1983 von Charisma Records erstmals als Liveaufnahme veröffentlicht. Er wurde im gleichen Jahr auch als Single zusammen mit der Live-Version von I Go Swimming veröffentlicht.

### Orchesteraufnahme
Am 10. Oktober 2011 erschien auf Peter Gabriels Album New Blood eine orchestrale Neuaufnahme des Liedes als Bonustrack. Eine Aufnahme der Geräusche der Natur auf dem Little Solsbury Hill bildet den Titel A Quiet Moment, der der Aufnahme auf dem Album New Blood vorausgeht.

## Coverversionen
Von Solsbury Hill erschienen unter anderem Coverversionen von Erasure, Sarah McLachlan, Saga, The Shanes, Barbara Clear, Dave Matthews Band, Scala & Kolacny Brothers, William Fitzsimmons, Sleep Kit, Vitamin String Quartet und Kyte. Die Datenbank mit Coverversionen SecondHandSongs listete 2023 etwa 80 Versionen auf.
Peter Gabriel coverte auf dem 2010 erschienenen Studioalbum mit dem Namen Scratch My Back das Lied The Power of the Heart von Lou Reed in einer orchestralen Fassung. Dieser coverte daraufhin auf dem im Jahr 2013 erschienenen Kompilations-Album des Folgeprojektes And I’ll Scratch Yours das Lied Solsbury Hill von Peter Gabriel.

## Musikvideo
Zuerst wurde für die Single kein Musikvideo produziert, erst später wurde unter der Leitung von York Tillyer ein Video erstellt, das eine Mischung aus von Peter Gabriel, Graham Dean und Jerry Chater 1990 gedrehtem Material, von Peter Gabriel und Peter Campus 1977 gedrehten Elementen, einigem Home-Movie-Material und Ausschnitten aus dem Film Cabbages von David Stewart und Wesley West enthielt.

## Mitwirkende
(Quelle:)

### Musiker
- Jozef Chirowski – Keyboards
- Larry Fast – Synthesizer
- Peter Gabriel – Hauptgesang, Piano, Querflöte, Blockflöte
- Steve Hunter – 12-saitige Akustische Gitarre, E-Gitarre
- Tony Levin – Bassgitarre
- London Symphony Orchestra – Hörner
- Jimmy Maelen – Telefonbuch („phone book“)
- Allan Schwartzberg – Schlagzeug, Shaker, Perkussion, Fangeisen („gob iron“)

### Technisches Personal
- Brian Christian – Toningenieur
- Bob Ezrin – Musikproduzent
- Peter Gabriel – Songwriter
- Michael Gibbs – orchestrale Arrangements
- George Graves – Mastering-Ingenieur

## Rezeption

### Rezensionen
In dem Magazin Rolling Stone wurde das Lied als das Beste von Peter Gabriel bewertet. 2024 wurde der Song auf Platz 472 der „Top 500 Best Songs of All Time“ des Rolling Stone gelistet. Cash Box sagte, dass „das unbeschwerte Gefühl von Solsbury Hill dazu beitragen sollte, sein Publikum über die Grenzen des so genannten ‚Progressive Rock‘ hinaus zu erweitern“. Record World sagte, dass „der folkig angehauchte Song eine interessante elektronische Unterströmung hat.“. NME beschrieb Solsbury Hill als den „offenkundig persönlichsten Song des Albums“ und fügte hinzu, dass „seine einfache und ansteckende Melodie“ das Gefühl vermittle, dass Gabriels Ausscheiden aus der Band „wie eine sprichwörtliche Last von seinen Schultern genommen wurde“. Melody Maker gab dem Song ebenfalls eine positive Bewertung und schrieb, dass „sein wunderschön synkopierter Rhythmus absolut süchtig macht“. Weiteres Lob gab es für Bob Ezrins Produktion und das „perfekt entwickelte Riff“.

### Auszeichnungen und Nominierungen
| Jahr | Preis      | Kategorie           | für           | Resultat |
| ---- | ---------- | ------------------- | ------------- | -------- |
| 2007 | BMI Awards | 1-Million-Air-Award | Solsbury Hill | Gewonnen |

## Auszeichnungen für Musikverkäufe
| Land/Region                  | Auszeichnungen für Musikverkäufe (Land/Region, Auszeichnung, Verkäufe) | Verkäufe |
| ---------------------------- | ---------------------------------------------------------------------- | -------- |
| Vereinigte Staaten (RIAA)    | —                                                                      | 250.000  |
| Vereinigtes Königreich (BPI) | Platin                                                                 | 600.000  |
| Insgesamt                    | 1× Platin ·                                                            | 850.000  |

Hauptartikel: Peter Gabriel/Auszeichnungen für Musikverkäufe